# Cerb pătat
Cerbul pătat (Cervus nippon) este un mamifer erbivor din categoria rumegătoare, paricopitate (Artiodactyla). Familia Cervidae cuprinde circa 49 de specii, din care se mai pot aminti căprioara, renul și elanul. Caracteristice pentru cerb sunt coarnele ramificate care, de obicei, cresc numai la masculi și culoarea roșcată cu pete albe, și cu un accentuat dimorfism sexual.
În trecut, era destul de răspândit în nord-estul Chinei, pe insula Taiwan, în Vietnamul de Nord, Coreea și Japonia. Mai târziu, a fost introdus în zona de mijloc a Europei și în Caucaz. Datorită vânării constante aproape că a dispărut la începutul secolului al XX-lea.
Se hrănește cu plante erbacee, ghinde căzute, fructe cu coajă lemnoasă, frunze de arbori și arbuști, ciuperci și fructe de pădure, iar în iarnă consumă coajă și ramuri tinere.
Reproducerea are loc în octombrie. Femelele aduc primul cerb la vârsta de 2-3 ani. De obicei se naște un pui, uneori doi.

## Galerie de imagini

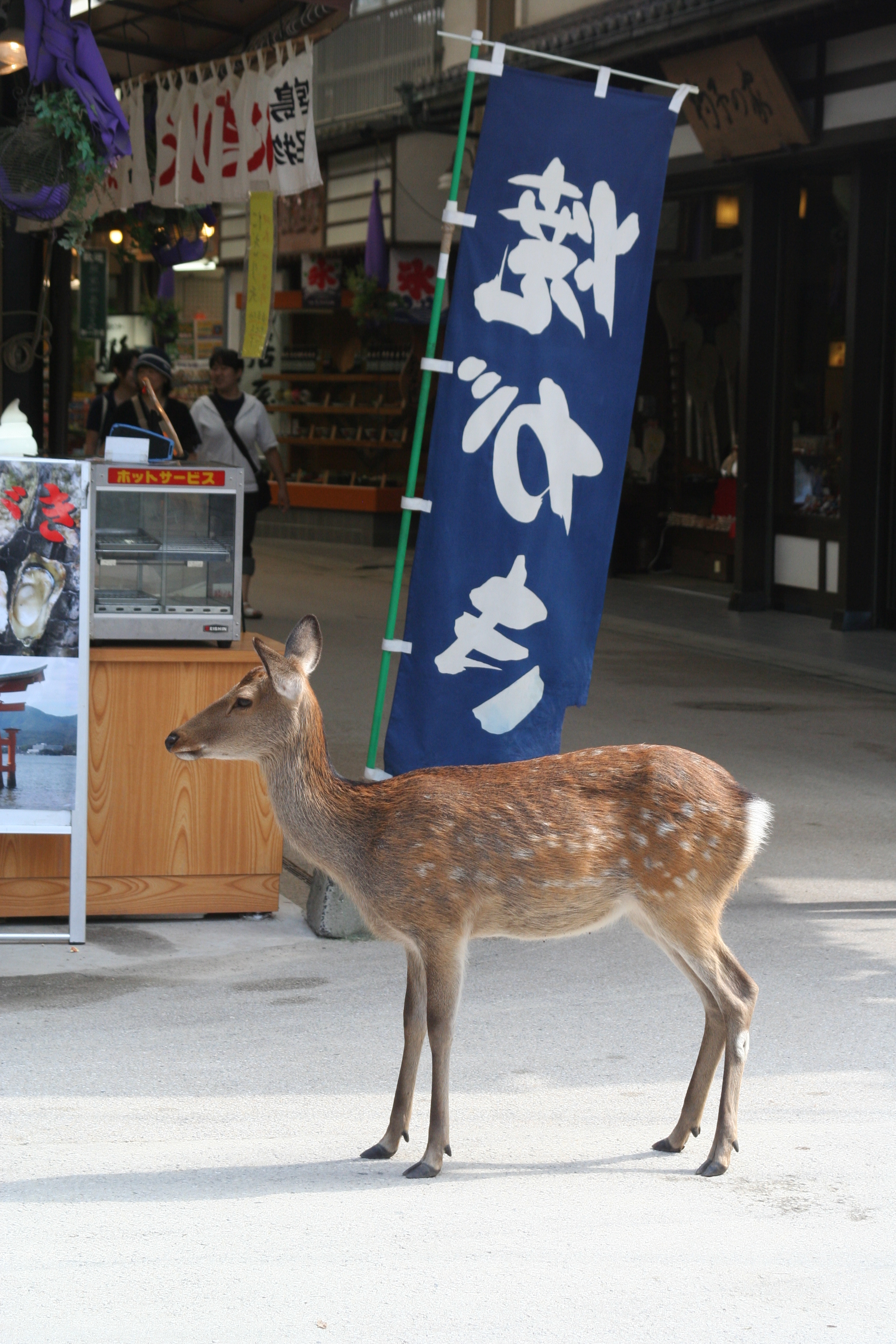
Cerb pătat în Japonia.
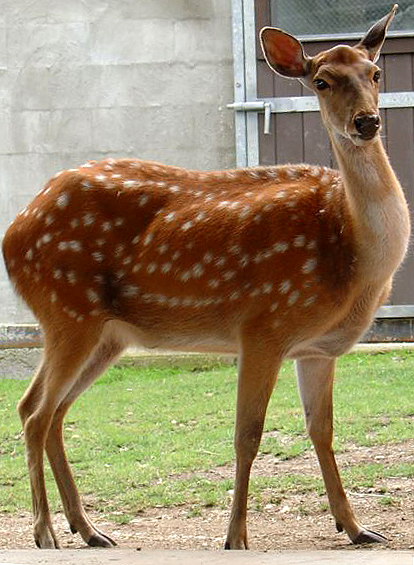
Un cerb într-o grădină zoo din Statele Unite.
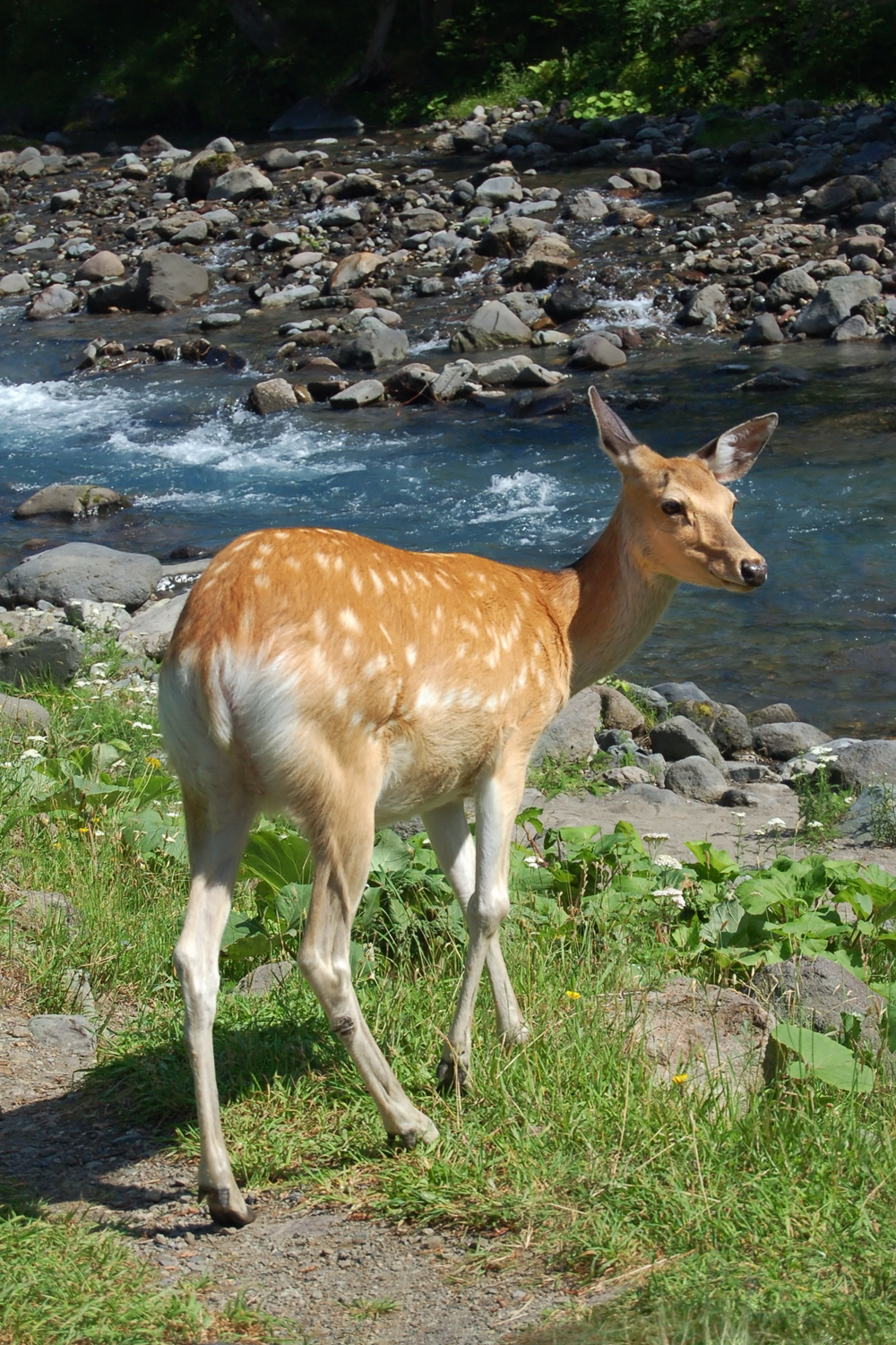
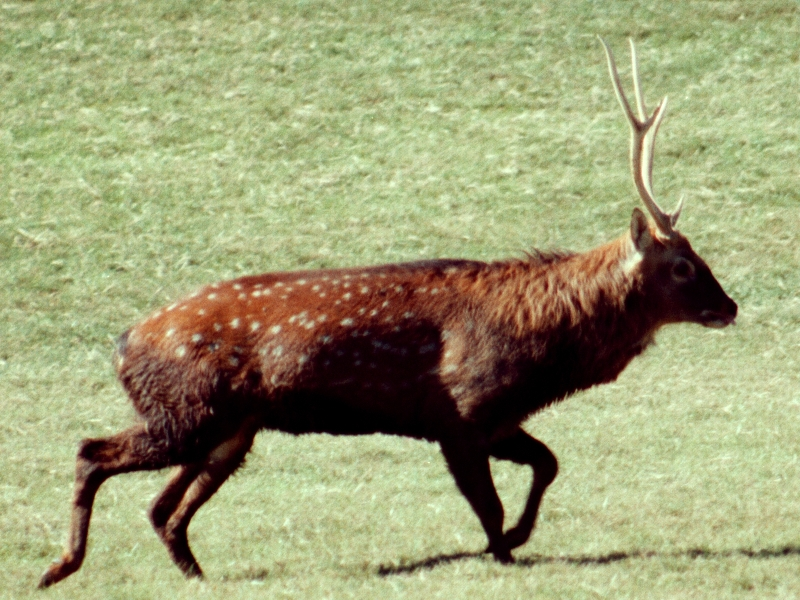
Mascul
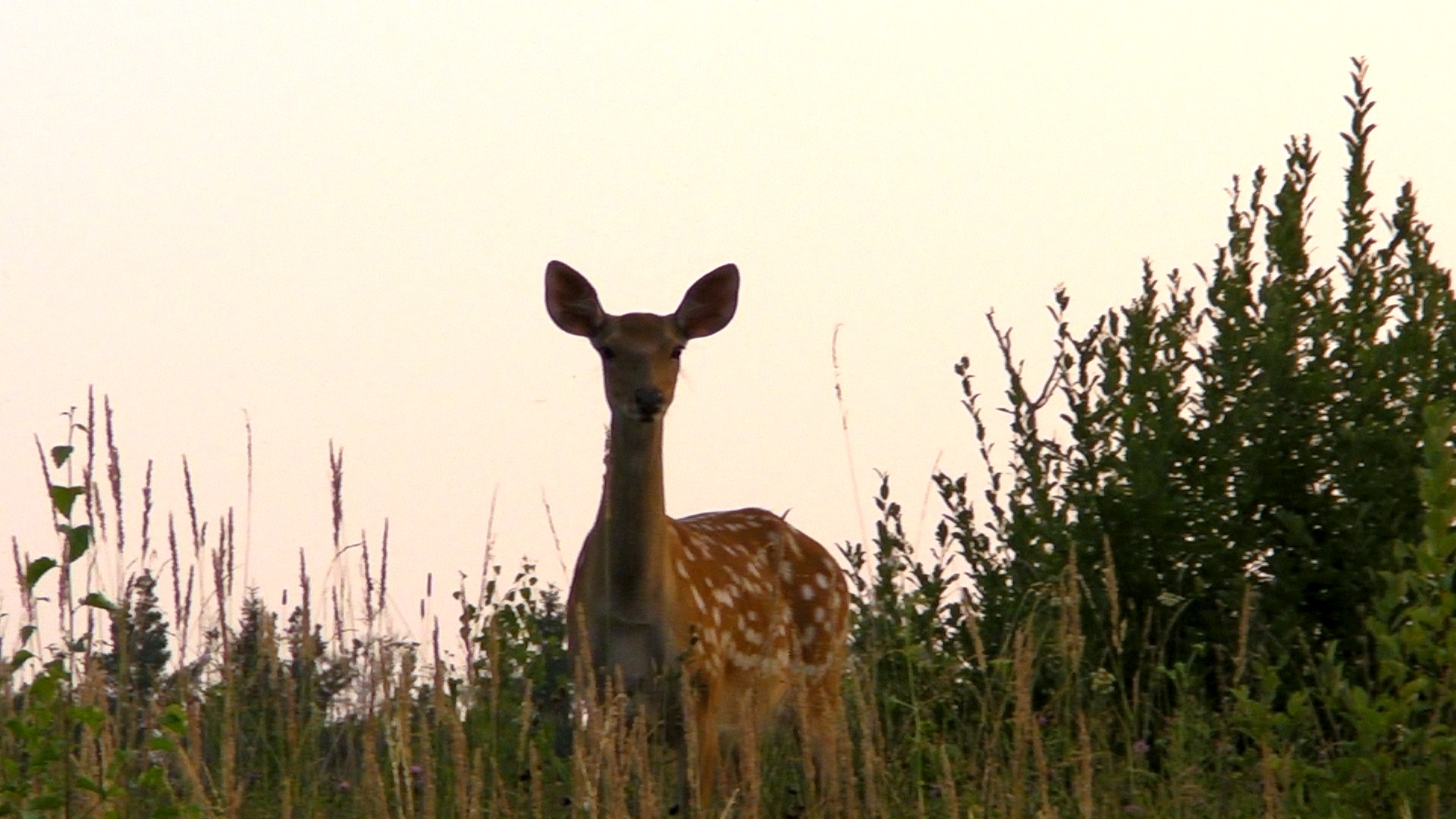
Femelă
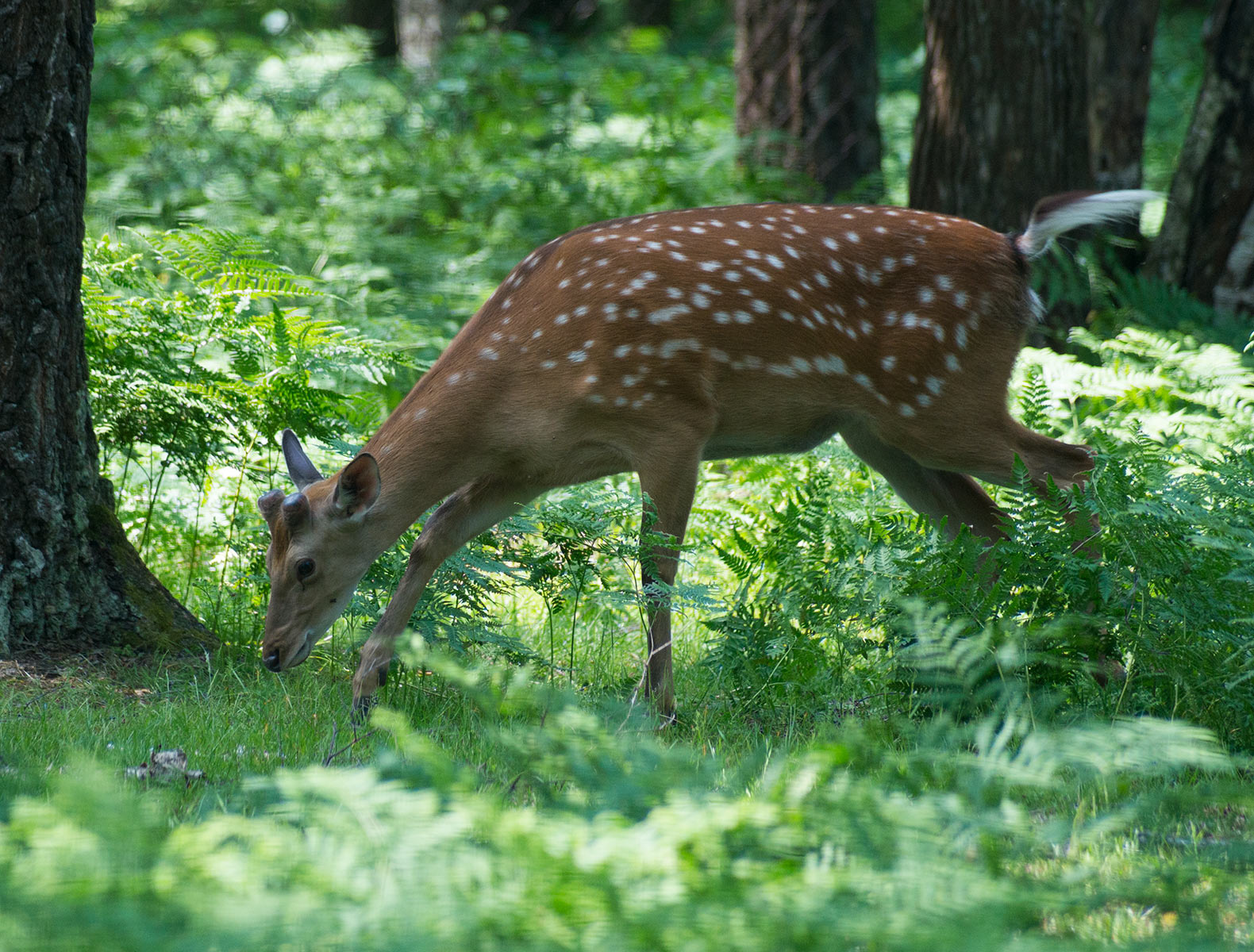
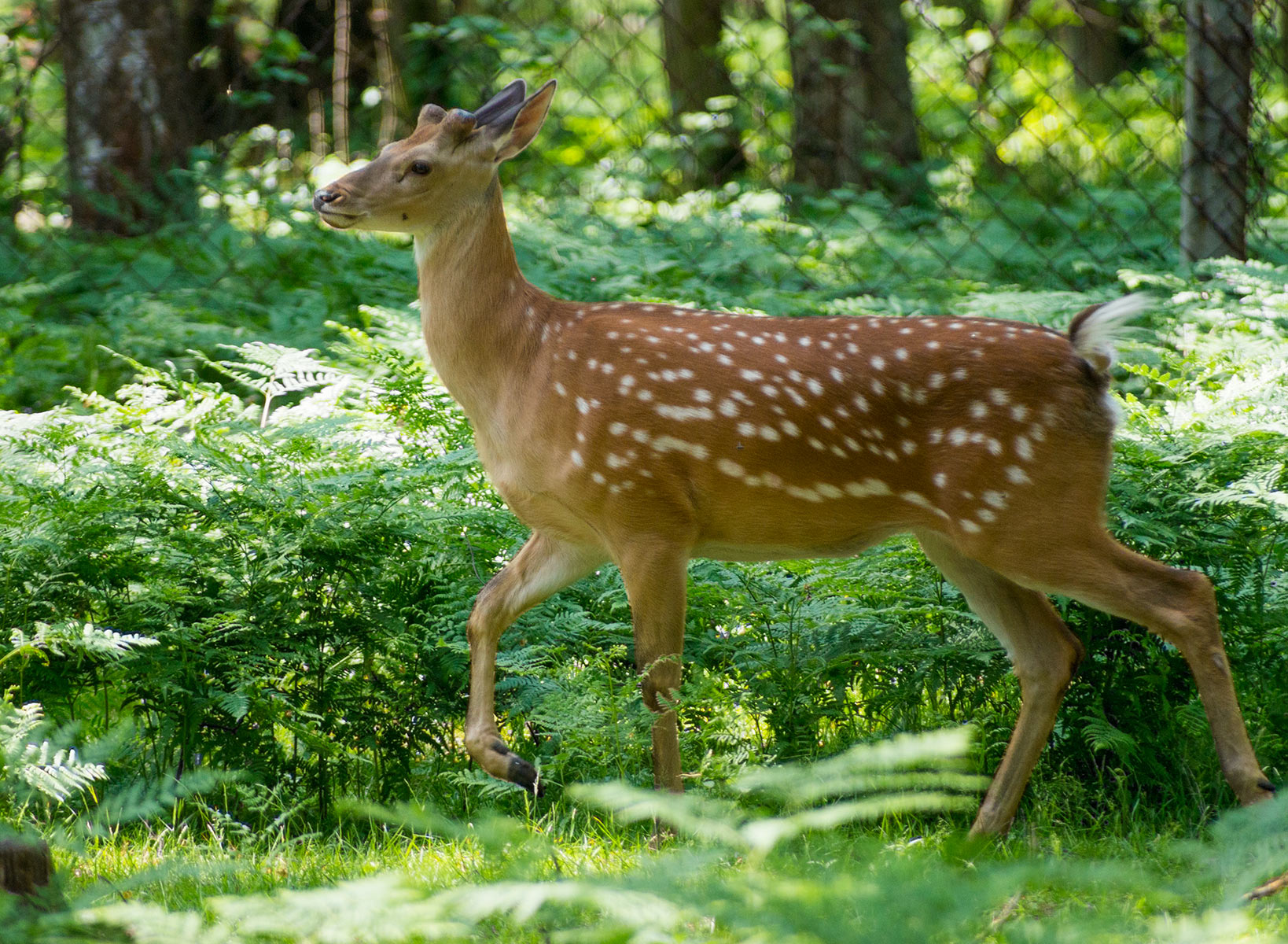
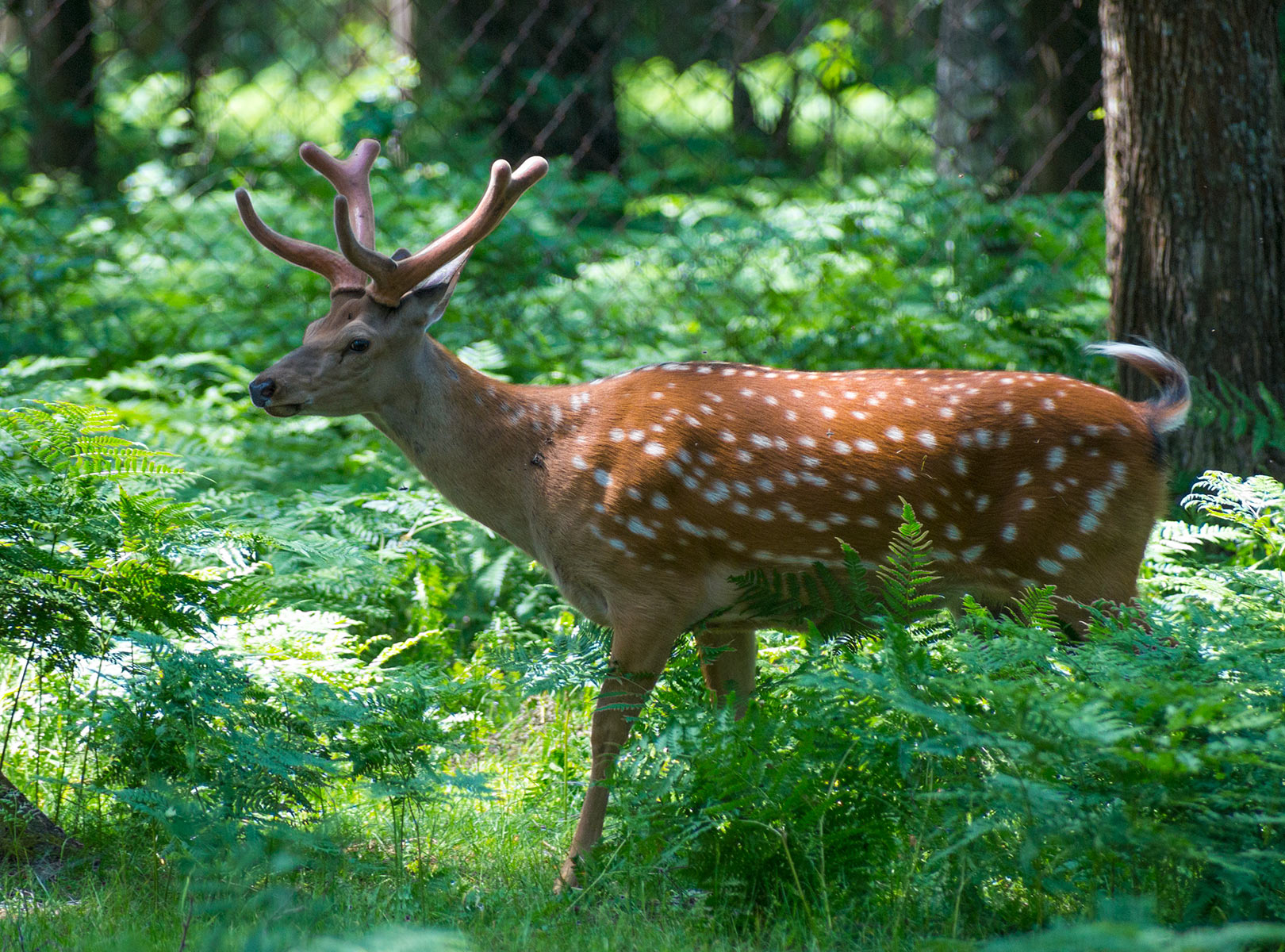
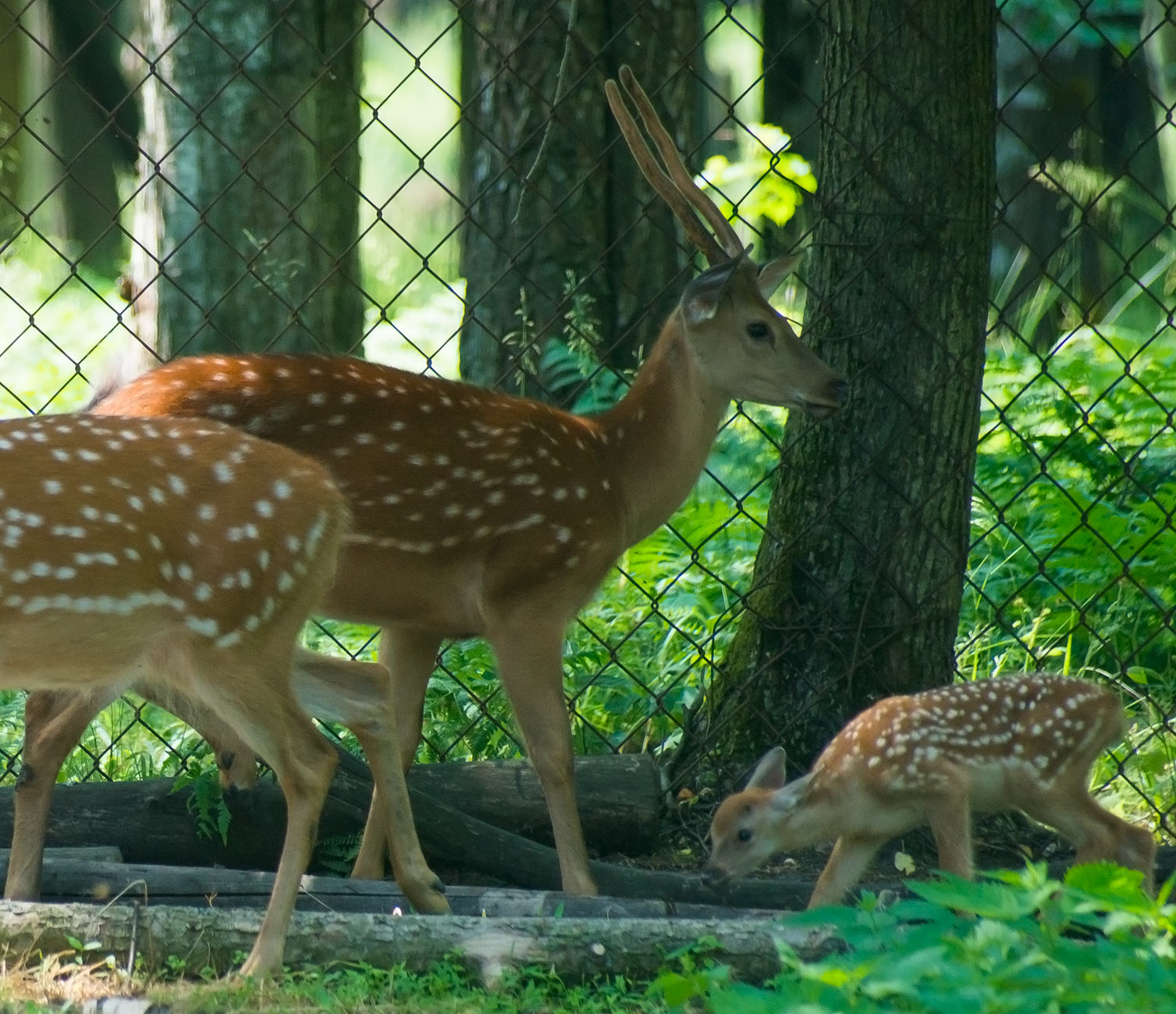